# 迪格维贾伊格拉姆
迪格维贾伊格拉姆（Digvijaygram），是印度古吉拉特邦Jamnagar县的一个城镇。总人口9530（2001年）。

## 人口
该地2001年总人口9530人，其中男性5015人，女性4515人；0—6岁人口1347人，其中男728人，女619人；识字率63.69%，其中男性为73.30%，女性为53.02%。